# Ada Hegerberg
Ada Martine Stolsmo Hegerberg (Molde, 10 de juliol de 1995), més coneguda com Ada Hegerberg, és una davantera de futbol noruega, jugadora de l'Olympique Lyonnais i internacional per Noruega, amb la qual ha estat subcampiona d'Europa. Ha jugat a Noruega, Alemanya i França.
Ha estat nomenada millor jugadora d'Europa del 2016, després de guanyar la Lliga de Campions amb l'Olympique de Lió com a màxima golejadora de la competició.
Després de l'Europeu del 2017, en el qual la selecció noruega quedà eliminada a la fase de grups, Hegerberg va renunciar a la selecció en reivindicació dels drets de les jugadores i la igualtat amb l'equip masculí. 1.719 dies després la jugadora va tornar a disputar un partit en un classificatori per al Mundial de 2023 contra Kosovo que va acabar 5 a 1, on va marcar un hat-trick.
El 2018 va guanyar la Pilota d'Or Femenina, que la va acreditar com la millor jugadora del món d'aquell any.

## Trajectòria
| Temporades    | Equip           | Títols                                  | Selecció (fases finals)          |
| ------------- | --------------- | --------------------------------------- | -------------------------------- |
| 2010 - 2011   | Kolbotn IL      |                                         | Eurocopa sub-19 2011 (subcampió) |
| 2012          | Stabaek IF      |                                         | Mundial sub-20 2012 (quarts)     |
| 12/13 - 13/14 | Turbine Potsdam |                                         | Eurocopa 2013 (subcampió)        |
| 14/15 - act.  | Olympique Lió   | 5 Lliga de Campions, 6 Lligues, 5 Copes | Mundial 2015 (vuitens)           |

## Palmarès

### Campionats nacionals
| Títol           | Club               | País    | Any     |
| --------------- | ------------------ | ------- | ------- |
| Copa de Noruega | Stabæk FK          | Noruega | 2012    |
| Division 1      | Olympique Lyonnais | França  | 2014-15 |
| Copa de França  | Olympique Lyonnais | França  | 2014-15 |
| Division 1      | Olympique Lyonnais | França  | 2015-16 |
| Copa de França  | Olympique Lyonnais | França  | 2015-16 |
| Division 1      | Olympique Lyonnais | França  | 2016-17 |
| Copa de França  | Olympique Lyonnais | França  | 2016-17 |
| Division 1      | Olympique Lyonnais | França  | 2017-18 |
| Division 1      | Olympique Lyonnais | França  | 2018-19 |
| Copa de França  | Olympique Lyonnais | França  | 2018-19 |
| Division 1      | Olympique Lyonnais | França  | 2019-20 |
| Copa de França  | Olympique Lyonnais | França  | 2019-20 |
| Division 1      | Olympique Lyonnais | França  | 2021-22 |
| Division 1      | Olympique Lyonnais | França  | 2022-23 |
| Copa de França  | Olympique Lyonnais | França  | 2022-23 |

### Campionats internacionals
| Títol                        | Club               | Seu     | Any     |
| ---------------------------- | ------------------ | ------- | ------- |
| Lliga de Campions de la UEFA | Olympique Lyonnais | Itàlia  | 2015-16 |
| Lliga de Campions de la UEFA | Olympique Lyonnais | Gal·les | 2016-17 |
| Lliga de Campions de la UEFA | Olympique Lyonnais | Ucraïna | 2017-18 |
| Lliga de Campions de la UEFA | Olympique Lyonnais | Hongria | 2018-19 |
| Lliga de Campions de la UEFA | Olympique Lyonnais | Espanya | 2019-20 |
| Lliga de Campions de la UEFA | Olympique Lyonnais | Itàlia  | 2021-22 |

### Distincions individuals
| Distinció                                                          | Any                        |
| ------------------------------------------------------------------ | -------------------------- |
| Gullballen                                                         | 2015, 2016 i 2018          |
| Premi a la Millor Jugadora d'Europa de la UEFA                     | 2016                       |
| Norwegian Sportsperson of the Year                                 | 2016                       |
| FIFPro: FIFA FIFPro World XI                                       | 2016                       |
| Les 100 millors futbolistes del món                                | 2016                       |
| BBC Women 's Footballer of the Year                                | 2017 i 2019                |
| Màxima golejadora de la Lliga de Campions Femenina de la UEFA (15) | 2017-18                    |
| Pilota d'Or Femenina                                               | 2018                       |
| IFFHS World's Woman Team of the Decade 2011–2020                   | 2021                       |
| IFFHS UEFA Woman Team of the Decade 2011–2020                      | 2021                       |
| UEFA Women's Champions League Squad of the Season                  | 2015-16, 2017-18 i 2018-19 |